# Donald Lippincott
Donald Fithian Lippincott, född 16 november 1893 i Philadelphia, död 9 januari 1962 i Philadelphia, var en amerikansk friidrottare.
Lippincott blev olympisk silvermedaljör på 200 meter vid sommarspelen 1912 i Stockholm.